# The Conduit
The Conduit is een first-person shooter exclusief voor de Nintendo Wii. Het spel kwam in Europa uit op 10 juli 2009.

## Algemene Informatie
In het spel neemt de speler de rol aan van Secret Agent Ford. Deze geheim agent bevindt zich midden in Washington D.C., het rampencentrum van een alien-invasie en dient de reden van de aanval uit te zoeken en de aanval te stoppen.

## Ontvangst
| Beoordeeld door | Jaar | Platform | Score |
| --------------- | ---- | -------- | ----- |
| GameFocus       | 2009 | Wii      | 86%   |
| Impulse Gamer   | 2009 | Wii      | 79%   |
| Gamervision     | 2009 | Wii      | 78%   |
| GameTrailers    | 2009 | Wii      | 78%   |
| Gamestyle       | 2009 | Wii      | 70%   |
| GameSpy         | 2009 | Wii      | 70%   |
| Game Revolution | 2009 | Wii      | 58%   |
| Eurogamer.es    | 2009 | Wii      | 50%   |
| Gamer.nl        | 2009 | Wii      | 50%   |
| Giant Bomb      | 2009 | Wii      | 40%   |